# Santotomasia wardiana
Santotomasia wardiana – gatunek roślin z monotypowego rodzaju Santotomasia z rodziny storczykowatych (Orchidaceae). Epifit i endemit wyspy Luzon w Filipinach.

## Systematyka
Gatunek sklasyfikowany do podplemienia Aeridinae w plemieniu Vandeae, podrodzina epidendronowe (Epidendroideae), rodzina storczykowate (Orchidaceae), rząd szparagowce (Asparagales) w obrębie roślin jednoliściennych.